# مانتزوما (آیووا)
مانتزوما (به انگلیسی: Montezuma) شهری در ایالت آیووا کشور ایالات متحده آمریکا است که جمعیت آن در سرشماری سال ۲۰۱۰ میلادی، ۱٬۴۶۲ نفر بوده‌است.